# Krivina Bay
Die Krivina Bay (englisch; bulgarisch залив Кривина saliw Kriwina) ist eine 5 km breite und 3 km lange Bucht an der Westküste der Trinity-Insel im antarktischen Palmer-Archipel. Sie liegt nördlich des Romero Point und südlich des Lyon Peak. Im nördlichen Teil der Bucht befinden sich die drei Inseln Dink Island, Imelin Island und Rogulyat Island.
Britische Wissenschaftler kartierten sie 1978. Die bulgarische Kommission für Antarktische Geographische Namen benannte sie 2009 nach der Ortschaft Kriwina im Westen Bulgariens.